# Базилівщина
Базилі́вщина —  село в Україні, у Машівській селищній громаді Полтавського району Полтавської області. Населення становить 944 осіб. До 2020 орган місцевого самоврядування — Базилівщинська сільська рада.

## Географія
Село Базилівщина знаходиться на берегах річки Мокрий Тагамлик, вище за течією на відстані 0,5 км розташоване село Миронівка, нижче за течією на відстані 0,5 км розташоване село Селещина. На річці великі загати.

## Історія
Перша згадка про село припадає на 1758 р., згадано Мокрий Тагамлик.
За переписом 1859 р., мало 71 двір та 966 жителів. 1863 року с. Мокрий Тагамлик було перейменовано в с. Базилівщина Костянтиноградського повіту Машівської волості, мало вже 153 двори і 1050 жителів, а в 1900 р. -284 двори і 1481 житель, паровий млин з олійницею і шерстовкою проса.  У 1884 р. В Базилівщині збудовано перший дерев'яний храм (О.Невського) з дзвіницею. При церкві була бібліотека, у парафії у 1885-р., було засновано школу грамоти і дві денські школи. 
Церковної землі боло 33 десятини, в т.ч. 1,5 десятини присадибної. А вже в 1985 р., закладено новий цегляний храм Казанської Божої Матері, який відкрився в 1905 р.
Церква здавалася великою і високою оскільки стояла на височині, там де нині знаходиться сільська лазня. З дзвіниці з 18 дзвонами в ясну погоду можна було побачити храми Полтави. При храмі діяла церковноприходська школа на чотири класи.  У 1902 р., відбувся виступ селян проти поміщиків, який організував Г.П.Денисенко. 40 найактивніших селян — учасників виступу було ув'язнено в Полтавську в'язницю. Радянську владу в селі проголошено в січні 1918 р. У роки громадянської війни в селі діяв партизанський загін під командуванням О.Ф. Майбороди та особливий батальйон, який очолював місцевий житель С.С.Дузенко.  У 1923 р., створено артіль «Мрія-1». В 1926 р., в Базилівщині налічувалося вже 439 дворів і 2212 жителів. У 1929-30 рр., створено 3 колгоспи ім. «Кірова», «Більшовик», «Комінтерн».  Після революції 1917 р., відбулися зміни і в церковному житті краю. В 1937 р., церкву Казанської Божої Матері було розібрано. З цегли цієї церкви було «окультурено» центр Машівки, нею обкладено будівлю нинішньої Миколаївської церкви в Машівці і побудовано нинішню школу естетичного виховання. Цвинтар біля церкви було сплюндровано і засаджено парком.  Однією з найчорніших сторінок історії села Базилівщина, як і сотень сіл по всій Україні став 1933 рік. Протягом зими 1932-33 рр., від голоду загинуло понад 200 жителів села. Це кожен десятий житель. Близько половини загиблих були діти. На кладовищі в місці масового поховання померлих від голоду встановлено пам'ятний знак. Такий же знак встановлено і в центрі села.  В 1934-35 рр., було побудовано нове, двоповерхове приміщення школи на 400 місць, на тому місці де вона знаходиться й зараз.  Під час німецько-фашистської окупації (22.09.1941-22.09.1943рр.) гітлерівці знищили 8 жителів села, вивезено на роботи до Німеччини 102 осіб, з яких 30 не повернулися додому. 243 наших земляки загинули на фронтах Великої Вітчизняної війни. Під час відступу фашисти спалили та зруйнували школу, яку відбудували тільки в 1960 р., але значно меншою : одноповерхове приміщення на 160 місць.  1953 р., з трьох колгоспів утворено один — ім.Кірова, який в 1964 р., перейменовано в колгосп ім.Котовського, а в 1972 р., приєднано до колгоспу ім.Шевченка.  В 1990 р., утворено підсобне сільське господарство радгосп «Світанок» Полтавського газопромислового управління...
12 червня 2020 року, відповідно до розпорядження Кабінету Міністрів України № 721-р «Про визначення адміністративних центрів та затвердження територій територіальних громад Полтавської області», село увійшло до складу Машівської селищної громади.
19 липня 2020 року, в результаті адміністративно - територіальної реформи та ліквідації Машівського району, село увійшло до складу новоутвореного Полтавського району.

## Економіка
- Птахо-товарна та вівце-товарна ферми.
- «Світанок», дослідне господарство.
- Установки підготовки і перероблення газу та газоконденсату.

## Освіта
У селі працює Базилівщинська загальноосвітня школа І-ІІ ступенів Машівської районної ради Полтавської області.

## Культура
Будинок культури.

## Відомі люди
У селі народились:
- повний кавалер ордена Слави Федір Семенович Шерстюк.
- Матяш Роман Якович (1894—1919) — політичний діяч.